# Halbach-Array

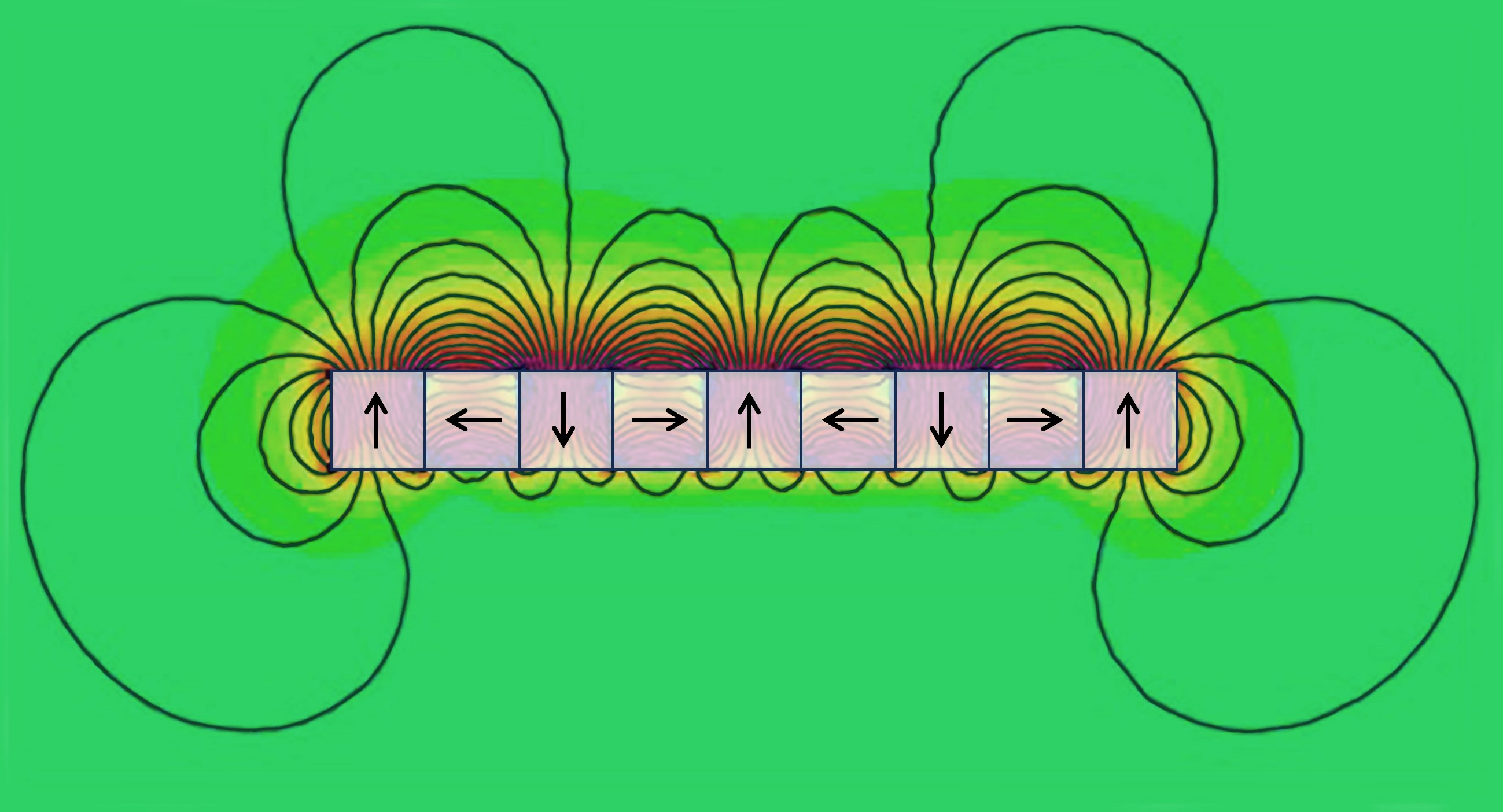
Ein Halbach-Array mit eingezeichneten Feldlinien. Oberhalb dieses Arrays ist der magnetische Fluss größer als unterhalb.

Ein Halbach-Array ist eine spezielle Konfiguration von Permanentmagneten. Sie ermöglicht, dass sich der magnetische Fluss an ihrer einen Seite fast aufhebt, auf der anderen Seite jedoch verstärkt.
Benannt ist eine solche Anordnung nach Klaus Halbach, damals Wissenschaftler am Lawrence Berkeley National Laboratory. Halbach stellte 1980 als erster ein Bauteil (einen 16-teiligen Quadrupol) dieser Art vor. Viele Fachautoren schreiben jedoch die Erstveröffentlichung John C. Mallinson zu, der diesen Effekt bereits 1973 unter der Bezeichnung „one-sided flux“ (dt. „einseitiger Fluss“) beschrieb.

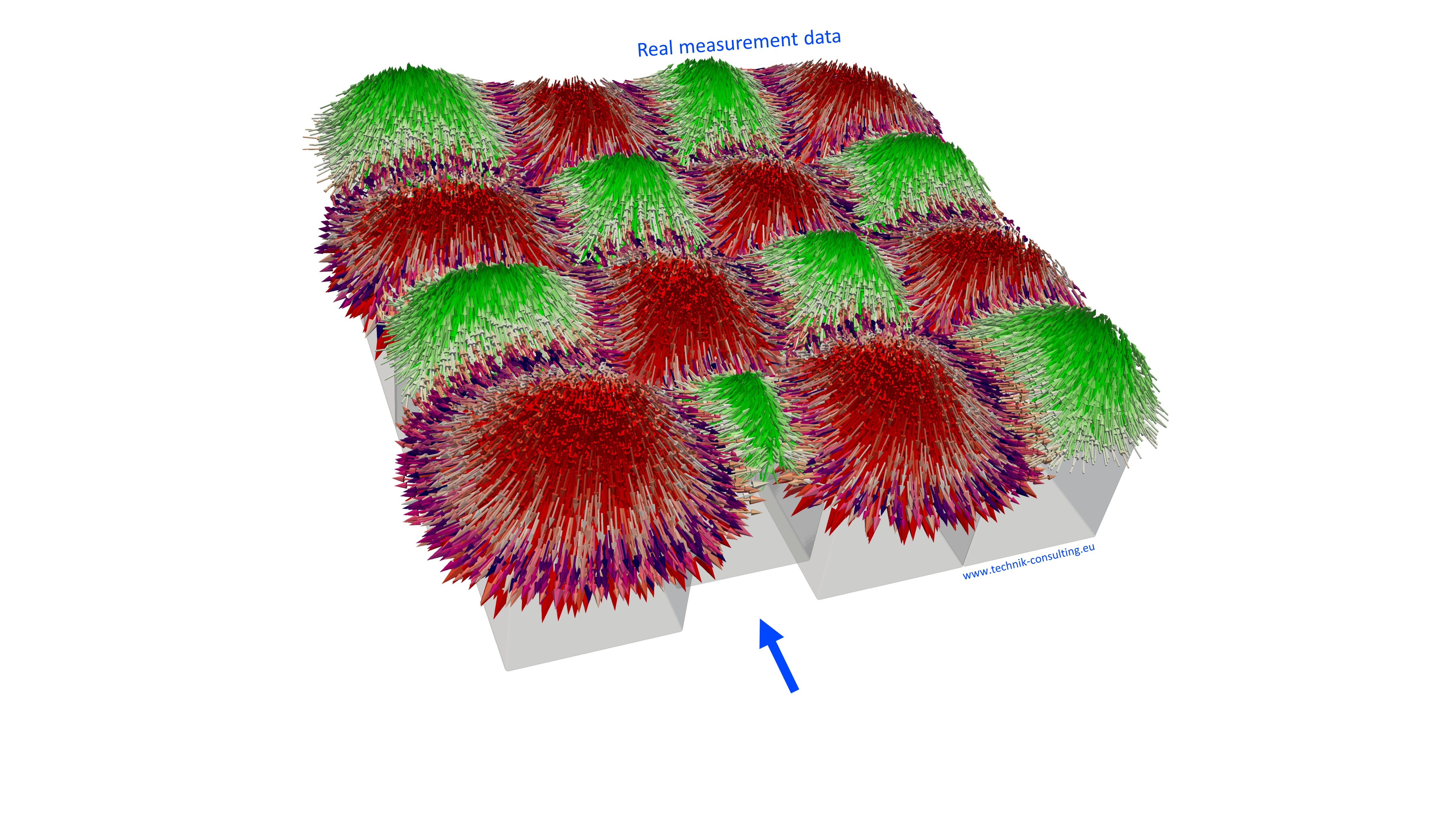
Nicht ganz perfektes Halbach-Array durch einen etwas zu kleinen Magneten (Pfeil)

Das Grundprinzip wurde bereits 1970 von James M. Winey des Lautsprecher-Herstellers Magnepan erfunden, für den idealen Fall einer kontinuierlich drehenden Magnetisierungsorientierung. Dazu wurde ein mäanderförmiger Leiter auf eine Bariumferrit-Folie gelegt und diese mit einer hohen Stromstärke magnetisiert.

## Aufbau

Pfeile stellen die magnetische Orientierung eines jeden Segmentes dar. Der Magnetische Fluss ist unterhalb dieses Arrays größer als oberhalb.

Ein Halbach-Array setzt sich aus Segmenten von Permanentmagneten zusammen, deren Magnetisierungsrichtung gegeneinander jeweils um 90° in Richtung der Längsachse des Arrays gekippt ist. Dadurch rücken die Feldlinien auf der Seite, in deren Richtung der Direktor des Feldes gekippt wird, enger zusammen, was eine Erhöhung der magnetischen Flussdichte bewirkt. Auf der gegenüberliegenden Seite liegen die Feldlinien weniger eng als im ungestörten Magneten, daher wird das Feld schon in geringem Abstand abgeschwächt bzw. verschwindet völlig, da sich Nord- und Südpole jeweils abwechseln.
Grundsätzlich können die Magnetisierungsrichtungen benachbarter Segmente auch einen Winkel kleiner als 90° einschließen, wodurch die Montage aufwändiger, die Feldkonzentration jedoch noch verbessert wird.
Der Idealfall perfekt einseitiger Feldkonzentration ist durch kontinuierliche Änderung der Magnetisierungsrichtung gegeben, die nicht mehr durch Zusammenfügen einzelner Permanentmagnete, sondern durch einseitige anisotrope Magnetisierung eines flächigen Magnetmaterials realisiert wird.

## Anwendung

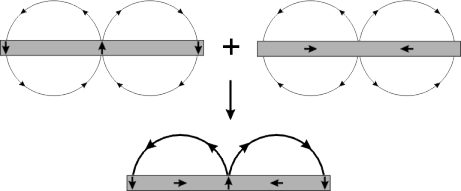
Zur Funktionserklärung: Auf der oberen Seite tritt eine Flussverstärkung auf, auf der unteren Seite eine Flussabschwächung

Die Eigenschaft, dass sich der magnetische Fluss auf einer Seite des Halbach-Arrays fast aufhebt, ist in verschiedenen Anwendungen interessant, z. B. bei bestimmten Magnetschwebebahnen (Inductrack). Haftmagnete (Dekomagnete am Kühlschrank, Magnetwand) werden häufig als Halbach-Array gefertigt, da so eine deutlich geringere Menge an magnetischem Material die gleiche Haltekraft erzielt.
Beim Bau von Generatoren und Elektromotoren sind ringförmige Halbach-Arrays interessant. Die von Halbach zuerst untersuchten ringförmigen Quadrupole werden in Teilchenbeschleunigern verwendet. Eine relativ neue Anwendung ist die Verwendung ringförmiger Dipole für NMR-Experimente.
Im Miniatur Wunderland in Hamburg werden Halbach-Arrays auf der Rennstrecke in Monaco eingesetzt.